# 힌두쿠시산맥
힌두쿠시산맥(우르두어: هندوکش, 힌디어: हिन्दु कुश, 문화어: 힌두쿠쉬산맥)은 중앙아시아 남부에 있는 산맥이다. 아프가니스탄 북동쪽에서 남서쪽에 위치한 파키스탄까지 1200km에 달하는 산맥이다. 파미르고원에서 남서쪽으로 뻗어나와 있다. 힌두쿠시의 쿠시라는 이름은 산이나 산지를 의미한다.
최고 높이는 티리치미르산의 7,708m로 힌두쿠시산맥에는 7,000m 이상의 산들이 많다(노샤크산, 사드어스트라그산, 룬코산 등). 유라시아 습곡 산맥의 일부로, 이 산맥은 지질시대인 제3기에 융기했다. 북쪽은 급경사를 이룬다.

## 교통
힌두쿠시산맥은 오래전부터 동서남북을 이어주는 교통로로 이용되었다. 이 산맥에는 치트랄 계곡을 이어주는 바로길 고개가 위치해 있다. 카이바르 고개도 이곳에 위치해 있다.
이곳의 도로는 아시안 하이웨이로, 이란의 테헤란을 경유해서 아프가니스탄까지 뻗어 있다.

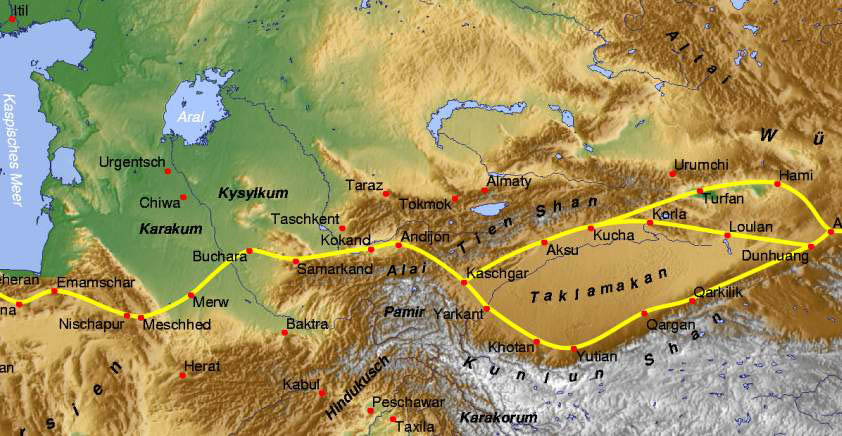
힌두쿠시산맥(지도의 "Hindukusch")이 지도의 가운데 아래쪽에, 파미르고원(지도의 "Pamir") 아래에 표시되어 있다

## 같이 보기
- 아프가니스탄의 지리
- 파키스탄의 지리
- 카라코람산맥
- 힌두스탄
- 산맥 목록